# Cleophas Barore
 (juillet 2025).
Cleophas Barore est un journaliste rwandais. Il dirige le RBA.

## Biographie

### Enfance, éducation et débuts
Cleophas Barore est né au Rwanda.

### Carrière
Cleophas Barore est journaliste,. En décembre 2023, il est nommé à la tête de la RBA,,.